# Križanke (album, PORL)
Križanke je studijski album Plesnega orkestra RTV Ljubljana. Album je bil posnet v studiu 14 RTV Ljubljana in je izšel 14. junija 1976 pri založbi ZKP RTV Ljubljana.

## Seznam skladb
| A stran | A stran               | A stran      | A stran | A stran |
| Št.     | Naslov                | Pisec        | Solisti | Dolžina |
| ------- | --------------------- | ------------ | --- | ------- |
| 1.      | „Sprehod po galeriji‟ | Jože Privšek | Silvo Stingl – el. klavir Lado Rebrek – kontrabas Tone Janša – tenor sax Petar Ugrin – trobenta Ati Soss – klarinet Ratko Divjak – bobni | 16:22   |
| 2.      | „Moj dilbere‟         | Jože Privšek | Petar Ugrin – krilnica | 6:00    |

| B stran | B stran        | B stran       | B stran | B stran |
| Št.     | Naslov         | Pisec         | Solisti | Dolžina |
| ------- | -------------- | ------------- | --- | ------- |
| 1.      | „Amarcord‟     | Janez Gregorc | Franci Puhar – trombon Silvo Stingl – el. klavir Petar Ugrin – trobenta Tone Janša – tenor sax Ati Soss – klarinet                                            | 8:05    |
| 2.      | „Križanke '73‟ | Jože Privšek  | Tone Janša – tenor sax Petar Ugrin – trobenta Ati Soss – sopran sax Ratko Divjak – bobni Franc Jagodic – tolkala Aleš Kersnik – bongos Braco Doblekar – konge | 15:00   |

## Zasedba
- Jože Privšek – dirigent

### Saksofoni
- Ati Soss – alt sax, sopran sax, klarinet
- Josip Forenbacher – alt sax
- Dušan Veble – tenor sax
- Albert Podgornik – tenor sax
- Tone Janša – tenor sax, sopran sax, flavta
- Zoran Komac – bariton sax

### Trobente
- Andrej Osana (A2, B2)
- Pavel Grašič
- Petar Ugrin
- Marko Misjak
- Ladislav Zupančič
- Tomaž Grintal (A1, B1)

### Tromboni
- Franc Puhar
- Jože Gjura
- Mitja Trtnik (A2, B2)
- Aleksander Grašič (A1, B1)
- Alojz Bezgovšek – bas trombon

### Ritem sekcija
- Silvester Stingl – klavir, fender klavir
- Milan Ferlež – kitara
- Lado Rebrek – bas

Tolkala
- Franc Jagodic – tolkala
- Ratko Divjak – bobni
- Aleš Kersnik – bongos (B2)
- Braco Doblekar – konge (B2)